# Notoxus conformis
Notoxus conformis är en skalbaggsart som beskrevs av Leconte 1851. Notoxus conformis ingår i släktet Notoxus och familjen kvickbaggar. Inga underarter finns listade i Catalogue of Life.